# 安樂工程
安樂工程（英語：ATAL Engineering），是一家主要從事屋宇裝備工程及環境裝備工程的公司，於1977年10月7日在香港註冊成立。
其控股公司安樂工程集團有限公司（英語：Analogue Holdings Limited，港交所：1977）則於1995年7月18日在百慕達註冊成立，公司董事會主席兼董事總經理為香港工程師學會前會長潘樂陶，是前任香港律政司司長鄭若驊的丈夫。該公司曾參與港珠澳大橋香港段過境設施工程。，而據上市文件披露，大約2成收益來自政府部門。
2013年，歐文龍貪污案審訊時案情披露林偉與安樂工程董事方鎮猷達成枱底協議，若歐文龍能協助公司中標，安樂工程須提供工程總造價3%或純利的20%作為報酬。安樂工程串謀獲得路環污水處理站第二期設計及建造合同後，方鎮猷從安樂工程的帳戶向林偉支付188萬元賄款。方鎮猷行賄罪成，被判囚2年10個月，緩刑3年。方鎮猷於2015年辭任公司董事。
2019年1月，《明報》報導水務署未經公開招標便將牛潭尾濾水廠及大埔濾水廠加設氯氣生產設施工程判均安樂工程或其聯營公司，涉款逾1.3億元。水務署回覆稱批出合約「符合程序規定」。潘樂陶則迴避質詢。
2019年7月12日，公司於香港交易所掛牌上市，招股價為每股$1.20。聯交所披露公司董事會主席潘樂陶與其妻子鄭若驊以私人信託方式共同持有63.48%股份，有傳媒批評擔任律政司司長的鄭若驊沒有向行政會議申報。律政司代為回應指鄭並沒有持有「實益股份」，「沒有任何實際利益」，因此「不需」作出申報。
2019年12月4日，安樂工程因涉嫌圍標及合謀定價，受到競爭事務委員會調查，一度需要停牌，復牌後股價急挫。
2020年3月，安樂工程以3570萬美元收購美國電梯工程公司Transel Elevator & Electric 51%股權。
2020年8月7日，美國財政部宣佈，制裁連同鄭若驊在內的11名損害香港自治的中港官員，將相關官員列入《SDN黑名單》內。8月11日，安樂工程宣佈將子公司Transel Elevator & Electric Inc.（TEI）的2%股份回售予主席Mark Gregorio，令安樂工程持股由51%減至49%以逃避制裁。傳媒人蕭若元指出，安樂工程對TEI的減持發生在制裁宣佈後，應該無法協助TEI逃避制裁。
2021年10月，安樂工程向英皇集團以5.85億港元購入葵涌國瑞路45至51號Toppy Tower，Toppy Tower為一幢樓高12層之工業大廈。
2023年，安樂工程旗下升降機、自動梯及自動人行道國際品牌Anlev Elevator Group收購兩間位於英國的升降機公司，現持有JCW Lifts Ltd的51%股權及Precision Lift Services Ltd之100%股權。
2024年7月順利竣工 。 
集團各業務及職能部門，將按照以下時間表逐步搬遷至安樂工程大廈︰
| 日期           | 業務部門 / 單位               | 業務部門 / 單位               |
| 2024年7月下旬  | - 資訊、通訊及屋宇科技 (ICBT) | - 資訊、通訊及屋宇科技 (ICBT) |
| 2024年7月下旬  | - 企業行政                    | - 資訊科技                    |
| 2024年8月上旬  | - 建築信息模擬 (BIM)          | - 建築信息模擬 (BIM)          |
| 2024年9月中旬  | - 行政辦公室                  | - 行政辦公室                  |
| 2024年9月中旬  | - 屋宇裝備工程                | - 財務                        |
| 2024年9月中旬  | - 環境工程                    | - 人力資源                    |
| 2024年9月中旬  | - 智慧數據自動化              | - 企業傳訊                    |
| 2024年9月中旬  | - 起重設備方案                | - 法律及保險                  |
| 2024年9月中旬  | - 升降機及自動梯              | - 品質、安全及環境            |
| 2024年9月中旬  | - 內部審計                    |                               |
| 2024年10月上旬 | - 數據中心基建                | - 屋宇裝備維修保養            |
| 2024年10月上旬 | - 基建及醫療服務工程          |                               |

2025年3月24日 安樂工程(01977.HK)新總部「安樂工程大廈」開幕

## 外部鏈結
- 安樂工程集團有限公司官方網站（页面存档备份，存于）